# Witalij Butrym
Witalij Mykolaiowytsch Butrym (ukrainisch Віталій Миколайович Бутрим; * 10. Januar 1991 in Boromlja, Oblast Sumy, Ukrainische SSR, Sowjetunion) ist ein ukrainischer Sprinter.

## Sportliche Laufbahn
Bei den Leichtathletik-U23-Europameisterschaften 2013 in Tampere errang er beim 400-Meter-Lauf die Silbermedaille.
Bei den Weltmeisterschaften 2013 in Moskau nahm er für die Ukraine am 4-mal-400-Meter-Staffel-Lauf und bei den Weltmeisterschaften 2015 in Peking nahm er am 400-Meter-Lauf teil, war aber in beiden Wettbewerben nicht erfolgreich.
Außerdem war er Teilnehmer des 400-Meter-Lauf-Wettbewerbes bei den Olympischen Spielen 2012 in London und 2016 in Rio de Janeiro. Ebenfalls 2016 trat er bei den Europameisterschaften 2016 in Amsterdam in der 4-mal-400-Meter-Staffel an. Bei der Halleneuropameisterschaften 2017 in Belgrad erreichte er in der 4-mal-400-Meter-Staffel mit dem ukrainischen Team den 5. Platz und schied im Einzelbewerb in der ersten Runde aus. Ein Jahr später qualifizierte er sich für die Hallenweltmeisterschaften in Birmingham, bei denen er über 400 Meter erneut im Vorlauf ausschied.
Seine Bestzeiten beim 400-Meter-Lauf sind bisher 45,01 s, die er am 25. Juli 2015 in Almaty lief und 
46,45 s in der Halle, die er am 18. Februar 2018 in Istanbul lief.